# Mixoma odontogênico
O mixoma odontogênico é um tumor odontogênico benigno raro que tem origem da parte mesenquimal do germe dentário, imitando a polpa e o folículo dentário. São localmente agressivos e infiltrativos, com alta taxa de recidiva.

## Sinais e sintomas
O mixoma odontogênico se apresenta como um tumor de crescimento lento, assintomático, causando expansão da cortical óssea e chegando a causar assimetria facial.
Casos sintomáticos podem apresentar:
- Dor
- Disestesia
- Ulceração
- Mobilidade dentária

## Aspectos radiográficos e histológicos

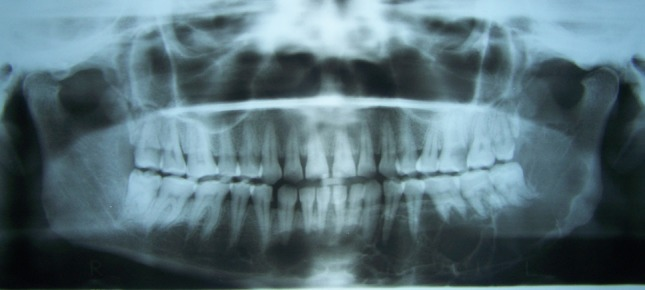
Radiografia panorâmica, mostrando lesão radiolúcida multilocular em mandíbula esquerda, estendendo-se da região subcondilar aos pré-molares.

Radiograficamente, é uma lesão sempre radiolúcida, uni ou multilocular, que pode ser bem delimitada ou difusa. Nas lesões multiloculares, observa-se presença de septos ósseos em padrão de bolha de sabão (favo de mel) ou de raquete de tênis.
Histologicamente, é uma lesão não encapsulada, constituída de substância mixomatoide (tecido conjuntivo frouxo pouco celularizado). É composto por células esféricas, fusiformes ou estreladas em um estroma tumoral mixoide, com poucos fibroblastos benignos e miofibroblastos, e quantidade variável de fibras colágenas. Seu aspecto é semelhante ao da papila dentária.

## Epidemiologia
O mixoma odontogênico é raro, e representa de 3 a 5,1% de todos os tumores odontogênicos. Afeta mulheres ligeiramente mais que homens (1,5:1), e é mais comum na segunda e terceira décadas de vida. Afeta mais a mandíbula do que a maxila (3:1).

## Diagnóstico
Além do exame clínico, exames de imagem como radiografias panorâmicas e tomografias computadorizadas são utilizadas para fins diagnósticos e planejamento cirúrgico. A biópsia é obrigatória para confirmação do diagnóstico.
Diagnósticos diferenciais do mixoma odontogênico incluem:
- Hemangioma intraósseo
- Cisto ósseo aneurismático
- Granuloma central de células gigantes
- Tumores metastáticos
- Ameloblastoma
- Queratocisto odontogênico
- Fibroma ameloblástico
- Tumor odontogênico epitelial calcificante
- Cisto odontogênico calcificante
- Querubismo

## Prognóstico e tratamento
Possui alta taxa de recidiva, entre 7 e 8,4%. A ressecção radical do tumor, com margem de segurança de 1,5 a 2 cm, é recomendada para evitar recidiva, ainda que a transformação maligna seja improvável. Em casos de tumores menores, a ressecção mais conservadora é possível. Outras técnicas como a curetagem são utilizadas, com menor taxa de sucesso.